# وصیت‌ها
وصیت‌ها (به انگلیسی: The Testaments) نام رمانی پادآرمان‌شهری اثر مارگارت اتوود نویسنده کانادایی، دنباله‌ای از داستان دیگر او، سرگذشت ندیمه است. این رمان دارای ۲۷ فصل است و اولین بار در تاریخ ۱۰ سپتامبر ۲۰۱۹ (۳۵ سال بعد از انتشار رمان سرگذشت ندیمه) توسط پنگوئن رندوم هاوس به زبان انگلیسی منتشر شد. (البته آمازون به دلیل خطای فنی، حدود ۸۰۰ نسخه از این کتاب را به افرادی که پیش خرید کرده بودند، زودتر از ۱۰ سپتامبر ارسال کرد) داستان توسط سه زن به نام‌های دیزی، آگنس (زن جوانی که در گیلاد زندگی می‌کند) و عمه لیدیا (یکی از شخصیت‌های اصلی در داستان سرگذشت ندیمه که تربیت ندیمه‌ها را به عهده داشت) روایت می‌شود که ۱۵ سال پس از آخرین رخدادهای سرگذشت ندیمه رخ می‌دهد. این کتاب در لیست بلند جایزه گیلر قرار گرفت.
خوانندگان عزیز، همه آنچه شما دربارهٔ گیلاد و کارهایش از من پرسیدید الهام بخش نوشتن این کتاب شد. عامل الهام بخش دیگر جهانی است که ما در آن زندگی می‌کنیم.— مارگارت اتوود، 

## شخصیت‌ها
هنگامی که داستانی را که حقیقت قلمداد کرده‌اید به دروغ تبدیل شد، به همه داستان‌ها مشکوک می‌شوید.

وصیت‌ها، نوشته مارگارت اتوود

### عمه لیدیا
اولین شخصیت اصلی داستان، عمه لیدیا، اولین بار به‌عنوان آنتاگونیست در سرگذشت ندیمه معرفی شد. او زندگی خود را در یک نسخه خطی ممنوعه شرح می‌دهد، از جمله جزئیات زندگی خود قبل از گیلاد و چگونگی عمه شدن او. در داستان وصیت‌ها، عمه لیدیا به‌عنوان زنی ظهور می‌کند که می‌پذیرد آنچه برای زنده ماندن لازم است را باید انجام دهد، اما سعی می‌کند بی سر و صدا تا حدودی عدالت، انصاف و عطوفت را بی سر و صدا رعایت کند.

### اگنس جامیما
دومین شخصیت اصلی داستان، اگنس جامیما (دختر بزرگ آفرد که در سریال تلویزیونی به هانا معروف است)، توسط خانواده‌ای گیلادیایی، که او را بزرگ می‌کنند تا همسر یک فرمانده شود، به فرزندی پذیرفته‌شده‌است. او بدون اطلاع از ریشه واقعی خود بزرگ شده‌است و بعدها عمه ویکتوریا نامیده می‌شود.

### نیکول
سومین شخصیت اصلی داستان، نیکول (۱۶ ساله)، معروف به دیزی، دختر ندیمه‌ای است که در کودکی از گیلاد خارج و به کانادا منتقل می‌شود. او در تورنتو به همراه پدر و مادر خوانده خود، نیل و ملانی، که صاحب یک فروشگاه لباس دست‌دوم هستند، زندگی می‌کند. نیکل هم مانند اگنس هیچ اطلاعی از ریشه واقعی خود ندارد.

### بکا
بکا مانند اگنس دختر ندیمه‌ای است که توسط یک خانواده گیلادیایی به فرزندی پذیرفته‌شده و برای یک ازدواج در سطح بالایی آماده می‌شود. البته، پدر او یک فرمانده نیست بلکه یک دندان‌پزشک از طبقه بالا گیلادیایی‌ها است. بعدها عمه ایمورتل نامیده می‌شود.

## فصل‌ها
این رمان شامل ۲۷ بخش اصلی با نام‌های زیر است. (برگرفته از ترجمه نسترن ظهیری، انتشارات ققنوس ۱۳۹۹)
1. مجسمه
2. گل گرانبها
3. سرود روحانی
4. کلودزهاند
5. وَن
6. شش برای مرده‌ها
7. استادیوم
8. کارناروُن
9. سلول شکرگزاری
10. سبز بهاری
11. پیراهن کرباسی
12. کارپیتز
13. قیچی باغبانی
14. عمارت آردوا
15. روباه و گربه
16. دختران مرواریدی
17. دندان‌های بی‌عیب و نقص
18. اتاق مطالعه
19. مطالعه
20. نسب خونی
21. سریع و خشن
22. لحظات نفسگیر
23. دیوار
24. نلی جی. بنکس
25. بیداری
26. رسیدن به خشکی
27. بدرود

## جوایز و افتخارات
- ۲۰۱۹ برنده جایزه ادبی من بوکر[۱۸][۱۹]
- ۲۰۱۹ برنده جایزه گودریدز برای بهترین ادبیات داستانی[۲۰][۲۱]
- ۲۰۱۹ رتبه اول فهرست کتاب‌های پرفروش نیویورک تایمز[۲۲][۲۳]

## ترجمه به فارسی
- عنوان:وصیت ها؛ ترجمه نازنین فتح اللهی.(کرج: انتشارات در دانش، 1399)شابک:9195369622978
- عنوان: اعترافات؛ ترجمه یاسمن ثانوی. (تهران: انتشارات روزگار، ۱۳۹۸) شابک: ۹۷۸۶۲۲۲۳۳۰۷۴۳[۲۴]
- عنوان: وصیت‌نامه‌ها؛ ترجمه محمدرضا کمالی. (تهران: آلوس، ۱۳۹۸) شابک: ۹۷۸۶۰۰۸۵۵۴۵۹۲[۲۵]
- عنوان: وصیت‌ها؛ ترجمه فروزنده دولتیاری. (تهران: باران خرد، ۱۳۹۸) شابک: ۹۷۸۶۲۲۶۱۹۹۴۸۳[۲۶]
- عنوان: وصیت‌ها؛ ترجمه محمدرضا صالحی. (تهران: نشر جمهوری، ۱۳۹۸) شابک: ۹۷۸۶۰۰۴۶۸۰۴۴۸[۲۷]
- عنوان: وصیت‌ها؛ ترجمه مریم حسین‌نژاد. (تهران: چتر فیروزه، ۱۳۹۸) شابک: ۹۷۸۶۲۲۶۸۰۳۰۵۲[۲۸]
- عنوان: وصایا؛ ترجمه منیره ژیان‌طبسی. (قزوین: آزرمیدخت، ۱۳۹۸) شابک: ۹۷۸۶۲۲۶۲۴۲۰۶۶[۲۹]
- عنوان: وصایا؛ ترجمه سمیه داننده. (تهران: ماهابه، ۱۳۹۸) شابک: ۹۷۸۶۰۰۸۶۳۲۲۵۲[۳۰]
- عنوان: وصیت‌ها؛ ترجمه نسترن ظهیری. (تهران: ققنوس، ۱۳۹۹) شابک: ۹۷۸۶۲۲۰۴۰۳۴۱۸[۳۱]
- عنوان: شواهد؛ ترجمه سهیل سمی. (تهران: نشر ثالث، ۱۳۹۹) شابک: ۹۷۸۶۰۰۴۰۵۵۵۹۸[۳۲]
- عنوان: شهود؛ ترجمه پگاه منفرد. (تهران: نشر گویا، ۱۳۹۹) شابک: ۹۷۸۶۲۲۶۵۲۸۸۰۱[۳۳]
- عنوان: عهد و وصیت؛ ترجمه سیدعلیرضا نباتی. (تبریز: فروزش، ۱۳۹۹) شابک:[۳۴][۳۵]۹۷۸۹۶۴۵۴۷۸۴۸۱
- عنوان: وصیت‌ها؛ ترجمه نازنین فتح‌اللهی‌بریس. (کرج: ارتباط برتر، ۱۳۹۹) شابک:[۳۶]۹۷۸۶۲۲۹۵۳۶۹۱۹
- عنوان: وصیت‌ها؛ ترجمه علی شاهمرادی. (تهران: نشر سنگ، ۱۳۹۹) شابک:[۳۷]۹۷۸۶۲۲۹۶۳۳۶۶۳

## کتاب صوتی
- عنوان: The Testaments؛ با صدای مارگارت اتوود، می ویتمن، آن داود، برایس دالاس هاوارد، درک جاکوبی و تانتو کاردینال (پنگوئن رندوم هاوس، ۲۰۱۹)[۳۸]
- عنوان: وصیت‌ها؛ ترجمه علی شاهمرادی و صدای متین بختی به زبان فارسی. (اپلیکیشن واوخوان، ۱۳۹۹)[۳۹][۴۰]